# Srpska narodna radikalna stranka
Srpska narodna radikalna stranka naziv je za političku stranku koja je početkom 20. stoljeća okupljala srpsko stanovništvo na području tadašnje Austro-Ugarske. Uglavnom je djelovala na području današnje Vojvodine, ali i dijelovima Hrvatske. Bila je pod snažnim utjecajem Srpske pravoslavne crkve. 
Dobar dio svojeg postojanja vodila je oštru borbu za prevlast sa Srpskom samostalnom strankom. Godine 1905. priključila se je Hrvatsko-srpskoj koaliciji, ali je iz nje vrlo brzo izišla i počela surađivati s bečkim režimom i banom Pavlom Rauchom.